# 丹·戈斯林
丹尼爾·哥士寧（英語：Daniel Gosling；1990年2月2日—）是一名英格蘭職業足球員，擔任中場，除了防守中場外，亦可擔任右後衛，現效力於英乙球會諾士郡。

## 生平

### 球會
普利茅夫
哥士寧於2006年12月9日首次代表普利茅夫參加職業球賽，在聯賽出戰侯城，當時年僅16歲另310日，在上半場以後補身份入替受傷的隊長保罗·沃顿（Paul Wotton）。他於2007年元旦日主場對修咸頓首次獲派正選登場，雖然後衛马蒂亚斯·杜姆贝（Mathias Kouo-Doumbe）在比賽早段受傷，但哥士寧以其傑出的奔跑能力蓋括右中場及右後衛。2007年2月3日哥士寧年滿17歲獲提供首份為期兩年半的職業合約。
哥士寧已在預備隊成為常規正選，領隊伊恩·荷路威（Ian Holloway）亦注意到其出色的表現，2007年2月底哥士寧與隊友卢克·萨默菲尔德（Luke Summerfield）獲摩連奴邀請隨同外借到普利茅夫的車路士小將史葛·冼佳亞到車路士受訓一星期，伊恩·荷路威其後否認即將出售哥士寧，只是希望他能感受英超球會的操練氣氛。9月30日哥士寧續約留隊直到2010年。
愛華頓
2008年1月3日哥士寧宣佈加盟英超球會愛華頓，而早前（Lukas Jutkiewicz）則反向由愛華頓外借到普利茅夫，哥士寧於1月14日落實轉會，獲派「32」號球衣。哥士寧首次代表一隊上陣作客1-0擊敗米杜士堡，而兩日後在主場3-0擊敗新特蘭取得首個入球。
2009年2月4日，戈斯林在埃弗顿对阵利物浦的英格兰足总杯比赛中於第118分钟攻入一球，帮助球队1-0淘汰了对手，這入球亦被愛華頓球迷選為「年度最佳入球」。
2009/10年球季哥士寧改穿紐奴·華倫迪離隊後留下的「19」號球衣。2010年2月20日於愛華頓主場3-1擊敗曼聯中，哥士寧射入反超前2-1的一球。3月27日作客對狼隊，於83分鐘才後補入替奧士文，單刀埋門與對方門將（Marcus Hahnemann）發生碰撞，賽後掃瞄證實膝蓋前十字韌帶撕裂，需要缺陣長達9個月。
季後約滿的哥士寧在5月獲愛華頓主席比爾·肯賴特爵士（Bill Kenwright）口頭提供新約，但沒有正式簽約，直到6月底合約屆滿前，愛華頓才正式提供兩年改善條件的新約，但哥士寧拒絕接受，雖然未滿23歲，英格蘭足球超級聯賽裁定由於愛華頓未有在5月中提供正式新約，哥士寧可以自由球員身份離隊，愛華頓損失估計達到400萬英鎊的補償金，據報紐卡素及韋斯咸對仍需養傷4個月的哥士寧表示興趣。
紐卡素
2010年7月22日哥士寧正式加盟紐卡素，簽約四年。
黑池(借用)
2013年10月4日，英冠黑池獲英超紐卡素借出哥士寧至2014年1月1日。

### 國家隊
哥士寧於2007年3月獲召加入英格蘭U17參加在波斯尼亞舉行的2007年歐洲U-17足球錦標賽第二輪外圍賽，順利出線後再參加在在比利時舉行的決賽週，分組賽首名出線，在準決賽1-0淘汰法國，但決賽被西班牙小將保贊一箭定江山，0-1不敵而屈居亞軍。
但英格蘭U17獲得同年在南韓舉行的2007年世少盃參賽資格，哥士寧亦隨隊出征，在分組賽5-0大勝紐西蘭及2-1擊敗巴西獲派正選上陣，16強淘汰賽3-1擊敗敘利亞，但八強止步，1-4不敵由卻奧斯領軍的德國隊。
2009年11月獲英格蘭U21徵召備戰葡萄牙U21，在溫布萊球場於完場前補時階段獲派首次上陣。

## 外部連結
- 足球数据库：丹·格斯林的球员统计数据